# Perinatální psychiatrie
Perinatální psychiatrie je psychiatrická subspecializace zaměřená na vyšetření, léčbu a pomoc ženám, které trpí nebo jsou ohrožené propuknutím duševní poruchy v souvislosti s těhotenstvím nebo v poporodním období.

## Zaměření oboru
Perinatální psychiatr je cíleně vzdělán v předepisování psychofarmak těhotným nebo kojícím ženám z hlediska účinnosti a bezpečnosti pro plod/dítě, je schopen kompetentně asistovat ve prospěch zdravého vývoje dítěte a interakcích matky s dítětem v situaci matčiny duševní poruchy. Perinatální psychiatr disponuje znalostmi o fyziologických tělesných a duševních změnách během těhotenství, o specifických duševních poruchách vázaných na těhotenství a poporodní období a je schopen kompetentně provázet případným těhotenstvím ženu, která ještě před početím strádala duševními potížemi nebo duševním onemocněním. V případě závažných duševních poruch matky také posuzuje její kapacitu vztahovat se k dítěti a starat se o něj, případně rizika ublížení dítěti pod vlivem duševní nemoci. Perinatální psychiatrie také pokrývá oblast duševních potíží souvisejících s reprodukcí nebo psychogenní neplodností.

## Vzdělávání
Perinatální psychiatrie a příslušná předatestační příprava je například institucionalizovaná ve Velké Británii a tvoří jednu z mnoha subspecializací Britské psychiatrické společnosti (Royal College of Psychiatrists). V České republice dosud neexistuje samostatně vydělený podobor věnující se cíleně duševním obtížím a poruchám během těhotenství nebo v poporodním období, nebo psychickým těžkostem souvisejícím s reprodukcí, psychogenní neplodností. Vzdělání probíhá formou specializovaných kurzů postgraduálního vzdělávání.